# LIVE〜LEGEND 1999&1997 APOCALYPSE
《LIVE〜LEGEND 1999&1997 APOCALYPSE》（日语：ライブ〜レジェンド イチキュウキュウキュウ アンド イチキュウキュウナナ アポカリプス）是BABYMETAL在2014年發行的第二張現場影像作品。

## 概況
收錄2013年兩場專場演唱會影像，2014年10月29日發行DVD版與藍光版。此外，在會員網站「BABYMETAL APOCALYPSE WEB」上發行了會員限定的限量「BABYMETAL APOCALYPSE LIMITED BOX」版（附贈T恤）。

## 收錄內容
- LEGEND“1999” YUIMETAL & MOAMETAL聖誕祭 2013/6/30 at NHK大廳 （75分）
  1. BABYMETAL DEATH
  2. Iine!
  3. 想和你一起看動畫
  4. 歡樂★午夜
  5. 一點點LOVE（日语：ちょこっとLOVE） -BIG TIME CHANGES ver.-
  6. LOVE MACHINE -FROM HELL WITH LOVE ver.-
  7. 撒嬌大作戰
  8. NO RAIN, NO RAINBOW
  9. Catch me if you can
  10. 心跳☆早晨
  11. 女狐
  12. 欺凌、絕對、不行
-ENCORE-
  13. 紅月-Akatsuki-
  14. HeadBanger!!

- LEGEND“1997” SU-METAL聖誕祭 2013/12/21 at 幕張展覽館 （82分）
  1. HeadBanger!! -Night of 15 mix-
  2. 心跳☆早晨
  3. Iine!
  4. 魂之輪迴
  5. 歡樂★午夜
  6. 給我巧克力!!
  7. 想和你一起看動畫
  8. 女狐
  9. 欺凌、絕對、不行
-ENCORE-
  10. 撒嬌大作戰
  11. Catch me if you can
  12. HeadBanger!!
  13. 紅月-Akatsuki-（Unfinished ver.）
  14. BABYMETAL DEATH

## 參與樂手
神樂隊（演奏樂隊）
LEGEND“1999” YUIMETAL & MOAMETAL聖誕祭
※8〜14曲目
- 成員
  - 大村孝佳 - 吉他
  - Leda - 吉他
  - BOH - 貝斯
  - 青山英樹（日语：青山英樹） - 鼓

LEGEND“1997” SU-METAL聖誕祭
※10〜12、14曲目
- 成員
  - Leda - 吉他
  - 藤岡幹大 - 吉他
  - BOH - 貝斯
  - 青山英樹 - 鼓

## 外部連結
- 預告片
  - YouTube上的BABYMETAL - LIVE 〜LEGEND 1999 & 1997 APOCALYPSE〜 Trailer
- DISCOGRAPHY - BABYMETAL 官方網站
- DISCOGRAPHY（页面存档备份，存于） - TOY'S FACTORY 官方網站
- 「NHK大廳」&「幕張展覽館」公演的DVD & Blu-ray終於發行！！ - 新聞 - BABYMETAL 官方網站
- Legend 1999&1997 Apocalypse的Discogs音樂資料庫 （页面存档备份，存于）
- EAN 4988061781167